# Ctenophthalmus secundus
Ctenophthalmus secundus är en loppart som beskrevs av Wagner 1916. Ctenophthalmus secundus ingår i släktet Ctenophthalmus och familjen mullvadsloppor.

## Underarter
Arten delas in i följande underarter:
- C. s. secundus
- C. s. asiaticus
- C. s. cilicius
- C. s. iubatus
- C. s. thracius